# Вбивства на вулиці Морг
«Вбивства на вулиці Морг» (англ. The Murders in the Rue Morgue) — оповідання американського письменника-романтика Едґара Аллана По, яке прийнято вважати першим детективним твором в історії літератури. Вперше оповідання було опубліковане в філадельфійському «Graham's Magazine» 20 квітня 1841 року. Разом з оповіданнями «Таємниця Марі Роже» (1842) і «Викрадений лист» (1844) новела складає трилогію, присвячену французькому аристократу Оґюсту Дюпену. Поряд із іншими історіями циклу і новелою «Золотий жук» (1843), «Вбивства на вулиці Морг» включають до групи «логічних оповідань» або «оповідань про умовиводи» (так званих «раціоцінацій») Едґара По.
Оґюст Дюпен, молодий чоловік, що володіє .
Для розкриття образу Дюпена, першого оформленого героя-детектива, і в описах його пригод Едґар По задіяв чимало прийомів, пізніше взятих на озброєння творцями таких популярних персонажів, як Шерлок Холмс й Еркюль Пуаро.
Два твори, що передували оповіданню По, мають схожі елементи детективу: повість Вольтера «Задіг, або Доля» (1748) і новела Е. Т. А. Гофманна «Мадемуазель де Скюдері» (1819).

## Сюжет

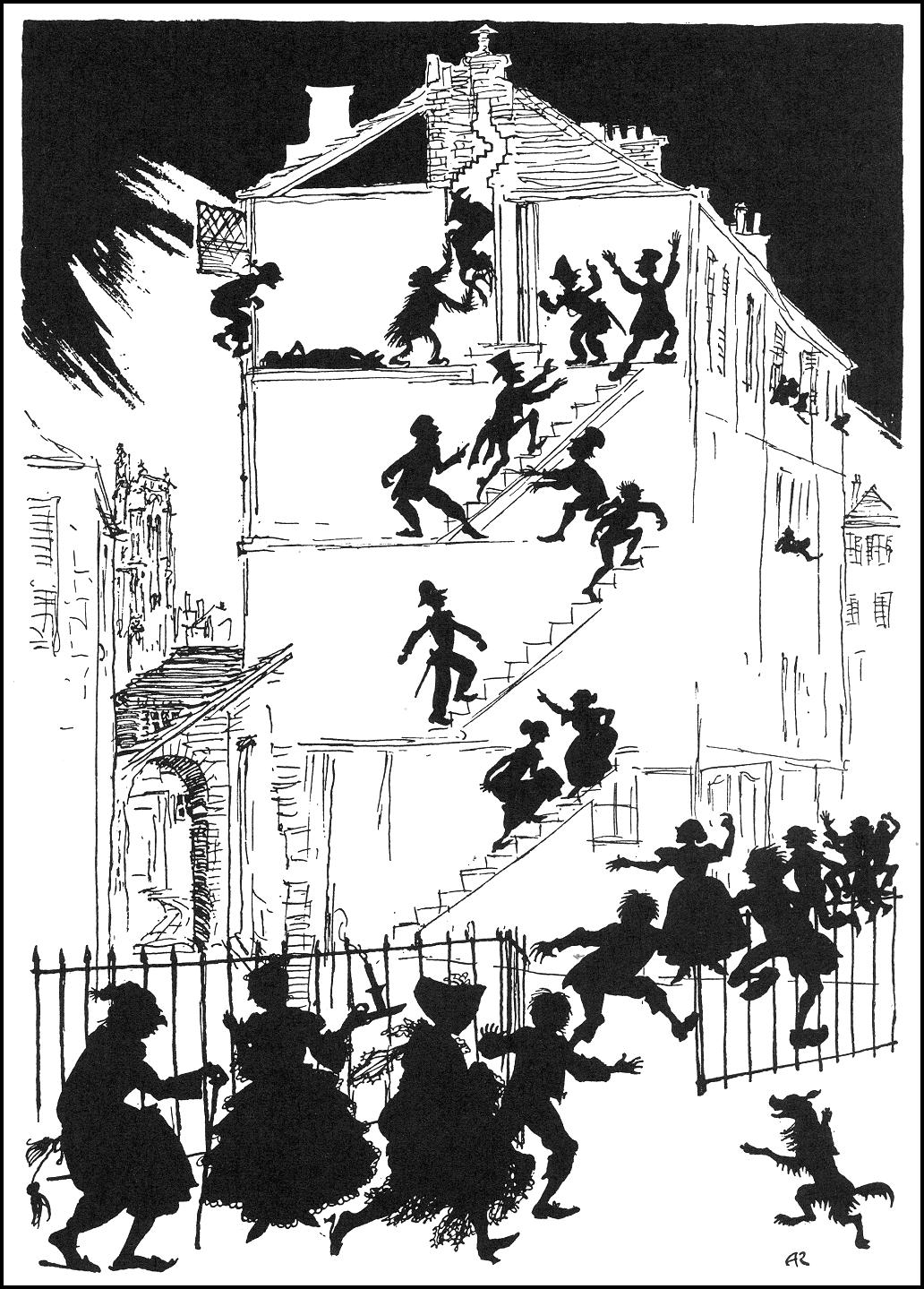
Вся картина події на ілюстрації Артура Рекема (1935)

В 18… році в Парижі оповідач — безіменний герой, від імені якого ведеться розповідь, — знайомиться з месьє С. Оґюстом Дюпеном. Це ще молодий чоловік, нащадок знатного роду, який через неназвані обставини втратив практично все сімейне багатство і тепер змушений жити в суворій ощадливості. Оповідачу сподобалася компанія Дюпена, і він на час свого перебування в Парижі знімає будинок, де вони обидва поселяються. Ближче знайомство з Дюпеном відкриває, що той володіє визначними аналітичними здібностями.
В газетах починають писати про подвійне вбивство в будинку на вулиці Морг вдови мадам Л'Еспане і її дочки Камілли Л'Еспане. З повідомлень преси оповідачеві і Дюпену стає відомо, що вбивства сталися в закритій кімнаті на п'ятому поверсі будівлі. Жителі кварталу почули крики з вулиці, зламали двері в будинок, потім знайшли кімнату, з якої кричали, але жінки вже були мертві. Понівечене тіло мадам Л'Еспане викинули з вікна, але перед цим з такою силою перерізали горло бритвою, що при спробі підняти труп голова відвалилася. Дочку мадам задушили, а тіло сховали в камінну трубу. Майже всі меблі в кімнаті були зламані, на вцілілому стільці лежала закривавлена бритва. Крім того, свідки стверджують, що, перебуваючи на сходах, чули через замкнені двері голоси, що вели суперечку, і запевняють, що вбивць було двоє. Один — француз, мову другого ніхто не зрозумів; свідки були різних національностей, але всі стверджували, що другий вбивця говорив на мові, що відрізнялася від їх рідної.
Незабаром поліція арештовує Адольфа Лебона, який вів справи з мадам Л'Еспане і в день вбивства проводжав її до будинку. Дюпен вкрай незадоволений діями поліції, критикуючи її за відсутність системи і схильність вдаватися в деталі при нездатності охопити всю картину цілком. Використовуючи зв'язки з поліцейським префектом, він домагається дозволу відвідати місце злочину.
Дюпен з'ясовує, що злочинці зникли через одне з вікон спальні по блискавичнику, що проходить уздовж стіни. Спираючись на три обставини справи — своєрідний голос, надзвичайну спритність і відсутність мотивів у такому винятковому за своєю жорстокістю злочині — Дюпен приходить до висновку про причетність до вбивств орангутана. Як підкріплення своєї теорії Дюпен показує оповідачеві знайдені ним на місці злочину темне волосся, не схоже на людське, і промальовування відмітин з горла задушеної жінки, які також доводять, що їх залишила не рука людини. Потім Дюпен пропонує оповідачеві прочитати статтю зоолога Кюв'є про анатомічний і загальний опис тварини.
Дюпен дає оголошення в газету про затримання орангутана. За цим оголошенням до нього приходить матрос. Дюпен вимагає від відвідувача розповісти все, що йому відомо про вбивства на вулиці Морг. Матрос пояснює, що його ручний орангутан довгий час сидів замкненим у клітці і спостерігав за своїм господарем, запам'ятовуючи всі його дії. Одного разу мавпа зламала клітку, вибралася з неї і, повторюючи побачене, вирішила поголитися. Матрос спробував відібрати в звіра бритву, але орангутан втік на вулицю і, видершись по ланцюгу блискавичника, проник у будинок до вдови і її дочки через відкрите вікно. Матрос переслідував мавпу, виліз слідом за нею по блискавичнику і став свідком вбивства. В паніці матрос зник з місця події, забувши про орангутана.
Дюпен відпускає матроса, оскільки той не може бути притягнутий до відповідальності. Через деякий час матрос зловив орангутана і продав його. Адольф Лебон був звільнений після того, як Дюпен і оповідач розповіли про все префекту.

## Історія публікації

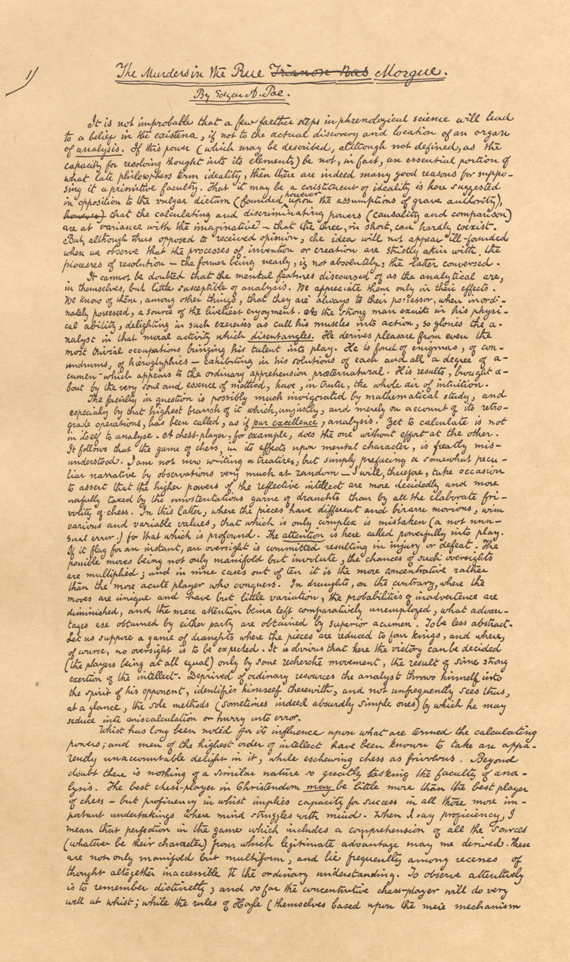
Факсимиле автографа «Вбивства на вулиці Морг»

### Теми

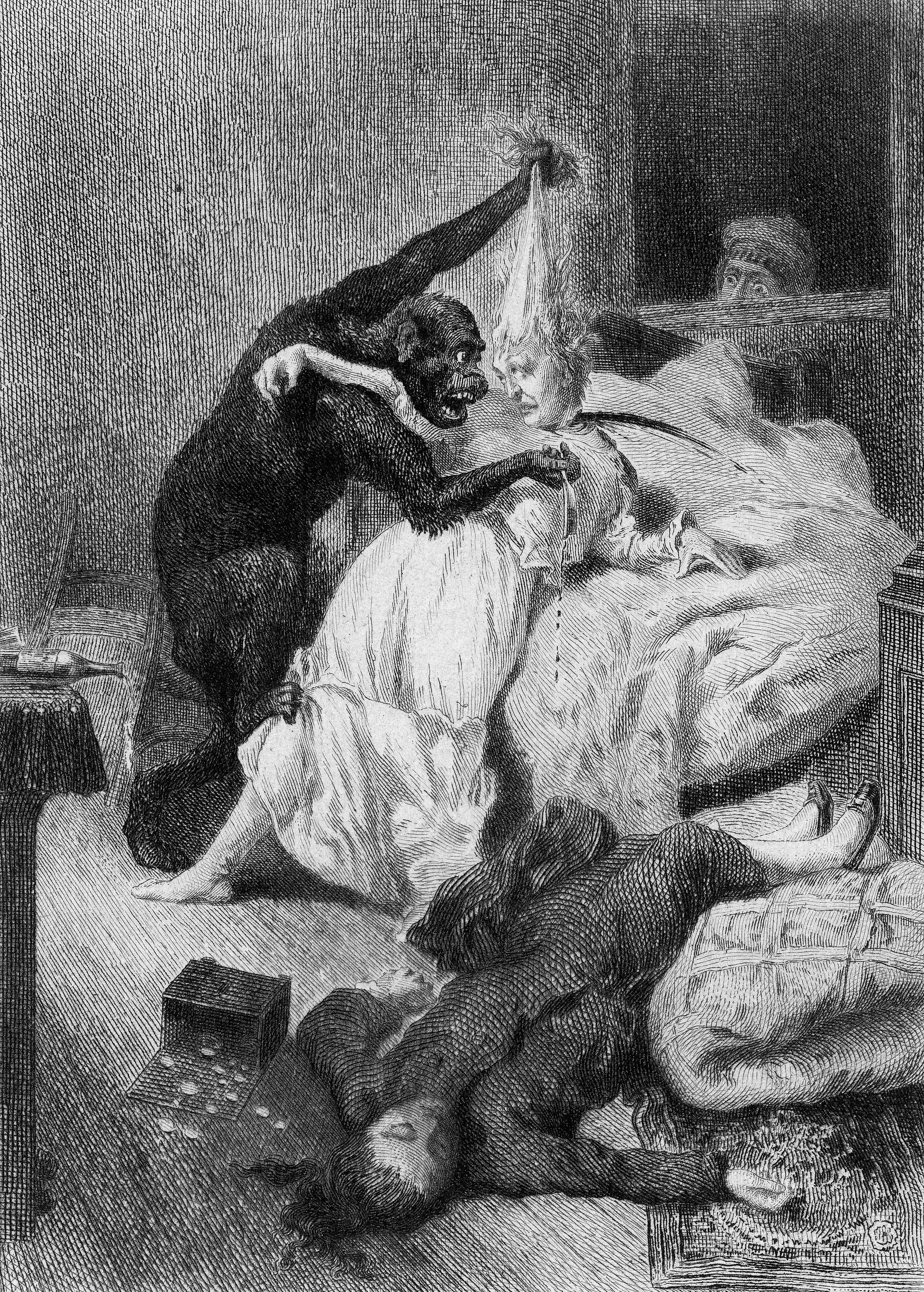
Сцена вбивства в зображенні Даніеля Вьєрґе (1870). Зіткнення чорного й білого.

### Образ і метод Дюпена

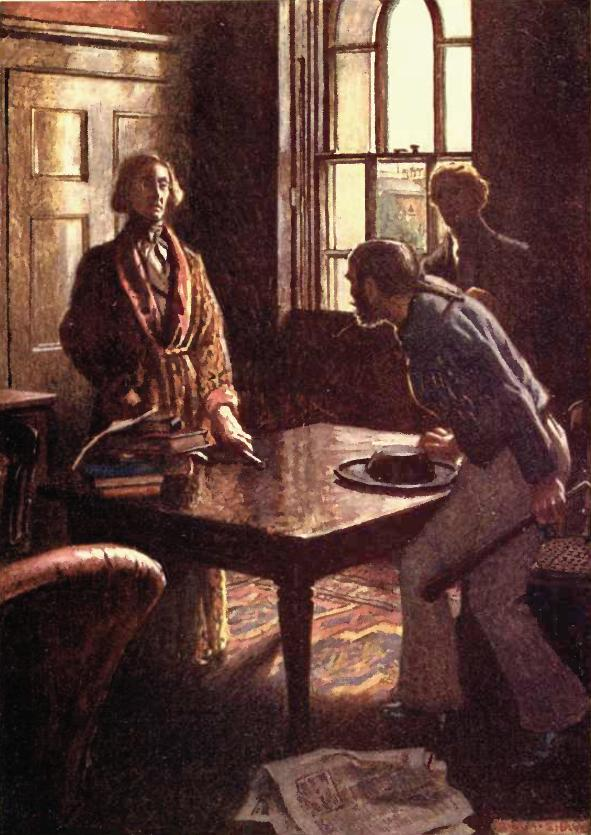
Розмова Дюпена з матросом. Ілюстрація Байєма Шоу (1909)

### Правдоподібність історії

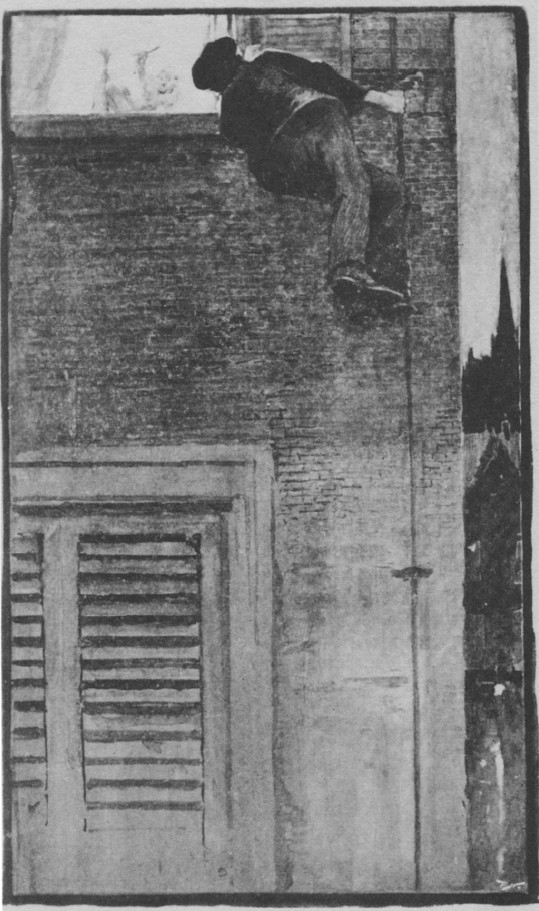
А. Д. МакКормік дуже спростив матросу завдання, проте тому все одно видно лише частину кімнати (1899)

## Адаптації, вплив і посилання в культурі

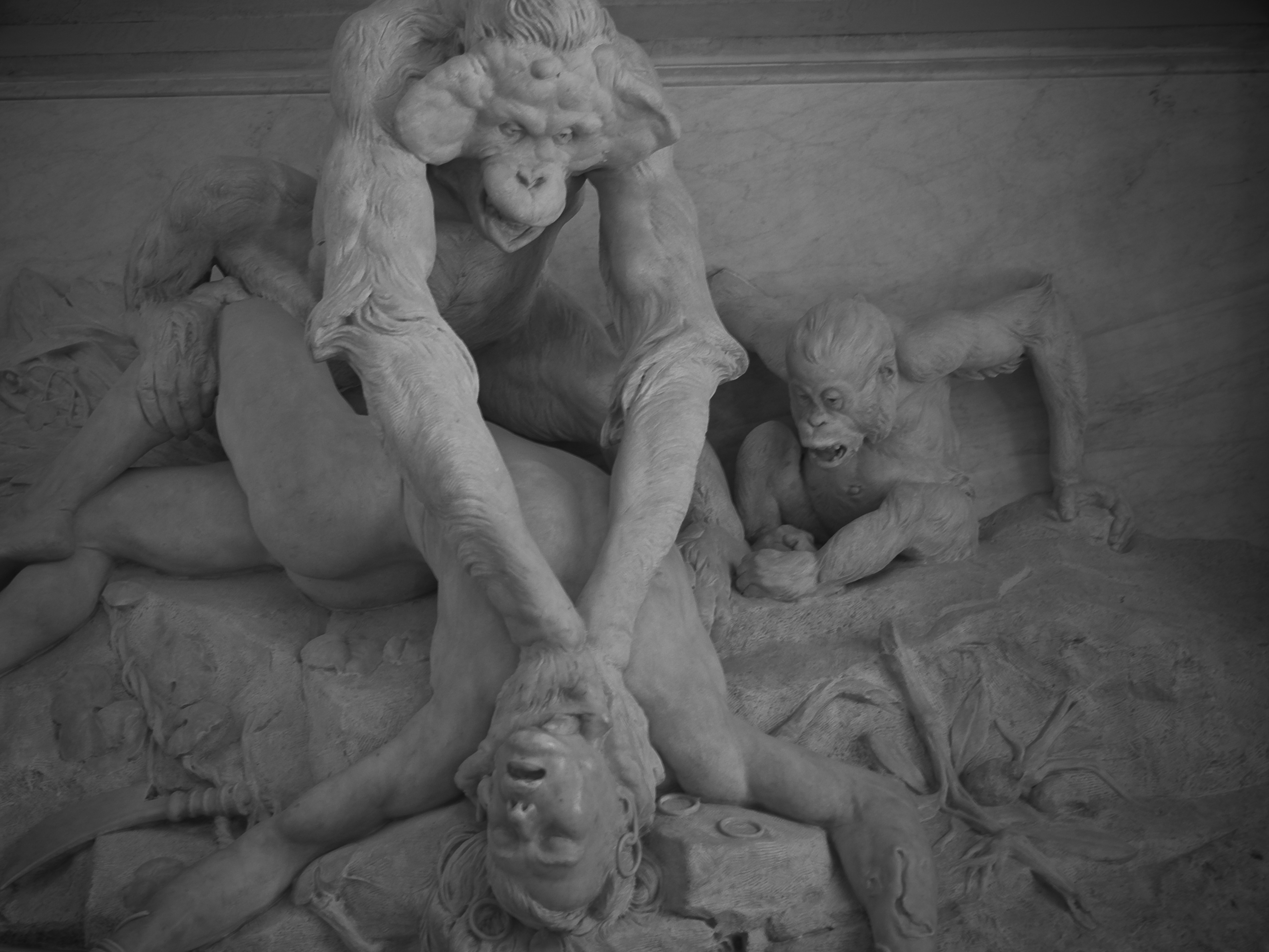
Емануель Фрем'є, «Орангутан душить тубільця з Борнео» (1895)